# Polsat
Polsat — первая и крупнейшая в истории Польши частная телекомпания, образованная в 1992 году, и одноимённый телеканал, начавший вещание 5 декабря 1992 года в 16:30 (UTC+1). Телеканал является самым рейтинговым коммерческим телеканалом Польши. Изначально назывался PolSat (с прописной буквой S в названии). С 1 октября 1994 года буква S стала строчной, а на логотипе появилось солнце — символ телеканала.

## История
Тестовое вещание началось 1 декабря 1992 года, а 4 декабря началось официальное вещание: сигнал начал передаваться из голландской студии в городе Хилверсюм 5 декабря в 1:30 через аналоговый спутник Eutelsat II F 3, располагавшийся на орбите 16° восточной долготы. Решение о вещании из-за границы принималось, чтобы не нарушалось законодательство Польши: в то время на рынке средств связи появилось множество «пиратских» теле- и радиоприёмников, а законы о телерадиовещании были только на стадии рассмотрения. На телеканалах компании Polsat изначально показывались фильмы, которые попали в Голландию, будучи записанными на VHS-кассеты, а передача велась через телефонные линии.
Аудитория изначально не превышала 20 %. Это была небольшая группа, но при этом являвшаяся привлекательной для рекламодателей. Основатель телесети Зигмунт Солож изначально планировал, что после утверждения законов о телерадиовещании штаб-квартира Polsat появится во Вроцлаве, однако после окончательного принятия законов центральная студия переехала в Варшаву. 5 октября 1999 года телекомпания получила лицензию на наземное вещание от Государственного совета радиофонии и телевещания. 27 января 1994 года Polsat получил лицензию коммерческого общественно-правового вещателя, нарушив монополию Польского телевидения.
Вещание Polsat велось в двух блоках программ: дневном и ночном. Продолжительность изначально составляла 4 часа, позднее была увеличена в 2 раза. С 1 октября 1994 года Polsat осуществлял вещание уже 16 часов в день, потом это время увеличилось до 20 часов, а с 6 сентября 1999 года до 23 часов (с 6:00 до 5:00). Раз в месяц или раз в год Polsat выделяет целый день на круглосуточное вещание: обычно вещание заканчивается в 1:00 по причине технического перерыва.
Аналоговое спутниковое вещание началось на спутнике Hot Bird 1 (11,432 H) в 1995 году: иногда появлялась информация, что показ фильмов и телепрограмм не может осуществляться через спутниковое вещание и поэтому их можно было увидеть только при помощи наземных передатчиков и декодера с платформы Polsat Box. Аналоговое вещание со спутника прекратилось в ночь с 11 на 12 ноября 2001 года, место Polsat занял TV4. С 19 декабря 2011 года осуществляется вещание в формате 16:9 (в формате 4:3 идёт вещание лишь архивных программ). С 23 июля 2013 года прекратилось наземное аналоговое вещание в Польше.